# Gunnsteinn Ólafsson
Gunnsteinn Ólafsson (Siglufjörður, 1962 –) izlandi zeneszerző, karmester. A Siglufjörður Folk Festival és az Izlandi Ifjúsági Szimfonikus Zenekar alapítója.

## Élete
Gunnsteinn Siglufjörðurban született, de Kópavogurban nőtt fel. Hegedűt és zeneszerzést tanult a Reykjavík College of Musicban, zeneszerzést a Liszt Ferenc Zeneművészeti Egyetemen Budapesten (1983-1987), karvezetést és zeneelméletet a németországi Hochschule für Musik Freiburgban. 1992-ben diplomázott. Gunnsteinn fél évet töltött Olaszországban, Claudio Monteverdi műveit kutatva. Az olasz mester főbb műveit be is mutatta hazájában, többek közt a L’Orfeo-t és a Vespro della Beata Vergine-t. Fél évet töltött Finnországban, zenekar és karvezetést tanult.
Gunnsteinn karrierjét karmesterként kezdte 1994-ben, amikor a Fiatal Skandináv Karmesterek Versenyén második helyet szerzett Bergenben, a zsűri elnöke Msztyiszlav Leopoldovics Rosztropovics volt. Izland minden jelentősebb zenekarát és együttesét vezényelte, olyan operákat állított színpadra, mint a Don Giovanni és A varázsfuvola, Gluck Orfeusz és Euridikéje, Verditől A végzet hatalma, Weber A bűvös vadásza, utóbbit saját izlandi fordításában. Gunnsteinn dolgozott zenekarokkal Észak- és Dél-Amerikában is. 1998-ban Gunnsteinn a Gettu betur vetélkedő zsűrijének tagja volt.
2000-ben létrehozta szülővárosában, Siglufjörðurban a Népzenei Fesztivált, ahol Izland és más országok népzenéje a főszereplő. 2006-ban megalapította a városban a Folk Music Centert, ahol a Langmark Filmmel együttműködve videófelvételeken mutatják be az izlandi népzenét. Gunnsteinn maga is előadott izlandi népzenét hazai és külföldi fesztiválokon egyaránt.
2004-ben Gunnsteinn megalapította az Izlandi Ifjúsági Szimfonikus Zenekart. A zenekar vezetése mellett tanított is az Izlandi Művészeti Akadémián és a reykjavíki Zenei Főiskolán. 2004-ben kiadott egy 200 rimurból összeállított gyűjteményt Silfurplötur Iðunnar (Iðunn ezüst tányérja) címmel, ez az első közreadott izlandi népzenei gyűjtemény 1906 óta. 2007 szeptemberétől az Izlandi Egyetem kórusvezetője.
Gunnsteinn komponált kórusműveket és szólódarabokat. 2015-ben mutatták be gyermekoperáját Marguerite (Baldursbrá) címmel a Harpa Concert Hallban, Reykjavikban.